# 慕容蘭 (後燕)
慕容蘭（?—?），五胡十六国時代後燕人物，昌黎郡棘城县人，後燕开国皇帝慕容垂的从弟。
慕容蘭在後燕担任鎮北将軍，封陽城王。396年十一月，慕容蘭鎮守薊城，听说北魏軍来攻，章武王慕容宙从龍城驰入蓟城，与慕容蘭固守薊城。北魏別将石河頭来攻薊城，没有攻克，石河頭退屯渔阳。